# Islamitische rebellie in Mozambique
De islamitische rebellie in Mozambique is een jihadistische opstand in de Mozambikaanse provincie Cabo Delgado door militanten die een islamitische staat willen vestigen in Mozambique.
De islamitische strijders noemen zichzelf Ahlu Sunnah Wa-Jama of Ansar al-Sunnah. Door lokale bewoners worden ze Al-Shabaab genoemd, hoewel er geen directe banden zijn met de Somalische groep met dezelfde naam. De strijders hebben trouw gezworen aan de Islamitische Staat (IS).
Sinds 2017 zijn door het jihadistische geweld 2700 mensen om het leven gekomen. Tussen de 500.000 en 600.000 mensen zijn ontheemd geraakt.

## Geweld en verovering
De aanslagen door de islamitische groepering groeiden stapsgewijs in omvang en brutaliteit. De jihadisten versnelden hun opmars nadat cycloon Kenneth in april 2019 over Cabo Delgado raasde en er voedseltekorten veroorzaakte.
Eind maart 2020 vielen de strijders de havenstad Mocímboa da Praia en twee andere districtshoofdsteden aan. De terroristen bezetten gedurende één dag overheidsgebouwen, beroofden banken, barricadeerden wegen en lieten een spoor van lijken en vernieling achter. Op 8 april 2020 onthoofdden en executeerden de jihadisten in het dorp Xitaxi 52 dorpelingen omdat ze weigerden zich bij hen aan te sluiten.
Na een aanval die op 5 augustus 2020 begon veroverden de jihadisten op 11 augustus opnieuw Mocímboa da Praia. De regeringstroepen hadden onvoldoende munitie meer om door te vechten en ontvluchtten per boot het gebied. Bij de gevechten kwamen 55 regeringsmilitairen om en raakten 90 gewond. Veel inwoners ontvluchtten de stad. De jihadisten hebben er de sharia ingevoerd.
Bij een eerste aanval buiten Mozambique vielen midden oktober 2020 enkele honderden jihadisten het Tanzaniaanse dorp Kitaya aan. Zij staken huizen in brand, plunderden en vermoordden twintig mensen. Onder de slachtoffers waren drie grenswachten.
Begin november 2020 onthoofdden de jihadisten meer dan 50 burgers in dorpen in de districten Miudumbe en Macomia. Huizen werden platgebrand. Een voetbalveld in het dorp Muatide werd gebruikt als executieterrein voor het onthoofden. Het geweld escaleerde nog in maart 2021, met tienduizenden vluchtelingen en een humanitaire crisis als gevolg.
Op 24 maart 2021 werd de stad Palma aangevallen en ingenomen door de jihadisten. Hierbij vielen tientallen doden. Een deel van de slachtoffers werd onthoofd. Duizenden mensen vluchtten, voornamelijk via boten, naar de stad Pemba. Palma is de uitvalsbasis voor gaswinning door Total waardoor er veel buitenlandse werknemers aanwezig waren. De aanval op Palma begon nadat Total de gasoperaties hervatte. De jihadisten hielden tien dagen controle over Palma.

## Economische achtergronden
Cabo Delgado is de armste provincie van Mozambique, met zwakke openbare voorzieningen. De regio is echter rijk aan grondstoffen zoals robijnen, goud, grafiet en tropische houtsoorten. Terrorisme-experten zien een rechtstreeks verband tussen enerzijds de achterstelling, en anderzijds de rebellie die illegale handel drijft in grondstoffen van de streek. In 2010 werden bovendien voor de kust grote gasvelden ontdekt.

## Andere betrokkenen
Lokale bewoners en mensenrechtenorganisaties maken zich zorgen over de weinige bescherming die de Mozambikaanse overheid de bewoners biedt. De regering heeft paramilitairen van de Wagnergroep en de Dyck Advisory Group ingehuurd om het leger en de politie te helpen bij hun strijd tegen de jihadisten. Vanwege ontevredenheid met de prestaties van het Mozambikaanse leger verving de Mozambikaanse president in januari 2021 de legertop. Portugal, voormalig kolonisator, en de Verenigde Staten stuurden in 2021 militaire instructeurs naar het land. Rwanda en Botswana stuurden in 2021 militairen naar Cabo Delgado ter ondersteuning van het Mozambikaanse leger.
Nabij het conflictgebied zoeken de energiebedrijven ExxonMobil en Total naar gas. Het Nederlandse bedrijf Van Oord is anno 2021 aanwezig met vier schepen om verbindingen te verzorgen tussen de locaties van gasboringen en het vasteland. Het Belgische bedrijf BESIX bouwt nabij Palma een aanlegsteiger en kade ten behoeve van het gasproject.